# Sébastien Bria
Pour les articles homonymes, voir Bria.
Sébastien Bria est un joueur français de rugby à XV né le 18 janvier 1973. Il joue au poste de pilier dans le club français de Morlaàs en Fédérale 1, après avoir joué à la Section paloise.

## Biographie
Le 11 novembre 1998, il joue avec les Barbarians français contre l'Argentine à Bourgoin-Jallieu. Les Baa-Baas s'imposent 38 à 30.

## Carrière

### En tant que joueur
- US Coarraze Nay
- Section paloise 1996-2002
- Stade montois 2002-2003
- Tarbes Pyrénées 2003-2006
- US Morlaàs 2007-2009

### En tant qu'entraîneur
- US Coarraze Nay (catégorie moins de 16 ans)